# José Santiago Ruiz de Luzuriaga
José Santiago Ruiz de Luzuriaga (Zurbano 1728 - Bilbao 1793) fue un médico español perteneciente a la corriente de la Ilustración que tuvo un papel fundamental en el desarrollo de  la variolización en España anterior al descubrimiento de la vacuna antivariólica en 1796.
Durante el siglo XVIII la viruela fue la enfermedad infecciosa que de forma más agresiva diezmó a la población infantil falleciendo en 25% de los afectados. 

## Biografía y trayectoria profesional
Nació en Zurbano, provincia de Álava (España) en 1728.
No se conoce el lugar donde realizó los estudios de Medicina pero comenzó trabajando en Villaro (Vizcaya) hasta 1763. Posteriormente trabajó en Lequeitio y en Logroño entre 1770 y 1773.
En 1773 fue contratado por la villa de Bilbao donde ejerció hasta su muerte en 1793.
Fiel defensor de la ideas de la Ilustración cuyo principal objetivo fue  disipar las tinieblas de la ignorancia de la humanidad mediante las luces del conocimiento y la razón.
Hubo un choque de ideas en todos los ámbitos (filosóficos, culturales, científicos etc.) con las ideas del Antiguo Régimen heredadas del feudalismo y reacias a cualquier cambio cultural, político o incluso científico.
La medicina no fue una excepción y en muchos casos se resistió a la ilustración. Un ejemplo de ello fue la disputa en cuanto a la inoculación de la viruela.
A partir de 1760 la inoculación se convirtió en el campo de batalla de la lucha entre ilustrados y escolásticos lo que hizo que se convirtiera en un símbolo para los más influidos por las ideas tradicionales.
Ya no era una técnica médica a estudiar sino que era un símbolo que había que derribar para defender al país de aquellas modernas ideas que llegaban del extranjero.
En Guipúzcoa, las ideas de la ilustración conglomeraron a una élite intelectual que fundó en 1763 La Sociedad Bascongada de Amigos del País de la que José Santiago fue un miembro destacado.
En 1769 se puso en contacto con médicos nacionales y extranjeros para recabar datos sobre los posibles tratamientos de la viruela. 
En la Real Academia de Medicina de Madrid se conserva un manuscrito titulado Disertación sobre la inoculación de las viruelas a nueve niños.  fechado en 1775. Dos de ellos eran hijos suyos falleciendo el pequeño de 18 meses. Fue censurado por la Academia madrileña por considerar que se trataba de un método perjudicial para la Salud Pública.
A pesar de estos hechos afirmó "que no podían ser indiferentes al exitoso invento de la inoculación", y la R,S.B.A.P decidió aquel año financiar la inoculación en las tres provincias vascas con 500 reales para emplearlos en aquellas personas sin recursos económicos que desearan inocular a sus hijos. Para fomentarla imprimió el trabajo de Ruiz Luzuriaga de cuya obra se repartió un ejemplar gratuito a todos los médicos de las tres provincias.
Influida por el trabajo de Ruiz de Luzuriaga, la R.S.B.A.P. afirmó "que no podían ser indiferentes al exitoso invento de la inoculación", y decidió aquel año financiar la inoculación en las tres provincias vascas con 500 reales para emplearlos en aquellas personas sin recursos económicos que desearan inocular a sus hijos. Para fomentarla imprimió el trabajo de Ruiz Luzuriaga de cuya obra se repartió un ejemplar gratuito a todos los médicos de las tres provincias.
De esta forma la RSBAP daba el gran impulso a la inoculación , dando visibilidad a lo que hasta entonces se había hecho de forma muy esporádica y sobre todo clandestina.
Al año siguiente los médicos ilustrados vascos fueron llevando a cabo inoculaciones por todos sus territorios. Sólo en Guipúzcoa se inocularon a 1.202 personas en 1772.
Otras áreas a las que dedicó sus estudios  fueron la divulgación de los conocimientos de primeros auxilios y la mejora de la formación de las comadronas para disminuir los efectos perjudiciales causados por algunas de sus malas prácticas habituales de la época.
Falleció en Bilbao en 1793 y su hijo Ignacio María fue un impulsor de la salud pública en España.